# Danoagihalli (Dandigihalli), Ranibennur
Danoagihalli (Dandigihalli) là một làng thuộc tehsil Ranibennur, huyện Haveri, bang Karnataka, Ấn Độ.